# Primera División de Costa Rica 1968
Die Saison 1968 war die 49. Spielzeit der Primera División de Costa Rica, der höchsten costa-ricanischen Fußballliga. Es nahmen zehn Mannschaften teil. Saprissa gewann zum 8. Mal in der Vereinsgeschichte die Meisterschaft.

## Austragungsmodus
- Die zehn teilnehmenden Mannschaften spielten in einer Doppelrunde (Hin- und Rückspiele) im Modus Jeder gegen Jeden den Meister aus.
- Der Letztplatzierte stieg in die zweite Liga ab.

## Endstand
| Pl.             | Verein                  | Sp. | S  | U  | N  | Tore  | Diff. | Punkte |
| --------------- | ----------------------- | --- | -- | -- | -- | ----- | ----- | ------ |
| 01              | CD Saprissa (M)         | 36  | 28 | 5  | 3  | 91:30 | 61    | 61     |
| 02              | CS Cartaginés           | 36  | 23 | 7  | 6  | 83:36 | 47    | 56     |
| 03              | LD Alajuelense          | 36  | 19 | 7  | 10 | 74:48 | 26    | 45     |
| 04              | AD San Carlos           | 36  | 17 | 9  | 10 | 63:46 | 17    | 43     |
| 05              | AD Municipal Puntarenas | 36  | 15 | 6  | 15 | 58:59 | −1    | 36     |
| 06              | AD Limonense            | 36  | 10 | 12 | 14 | 58:82 | −24   | 32     |
| 07              | CS Herediano            | 36  | 11 | 9  | 16 | 52:52 | 0     | 31     |
| 08              | AD Barrio México        | 36  | 7  | 10 | 19 | 45:77 | −32   | 24     |
| 09              | AD Ramonense (N)        | 36  | 8  | 6  | 22 | 38:77 | −39   | 22     |
| 10              | Orión FC                | 36  | 4  | 5  | 27 | 43:98 | −55   | 13     |
| Stand: Endstand |                         |     |    |    |    |       |       |        |